# Svavelväte
Svavelväte, även vätesulfid, vätesvavla eller sulfan (H2S) är en kemisk förening av svavel och väte. Ämnet är vid rumstemperatur och atmosfärstryck en giftig gas vars lukt brukar beskrivas som "ruttna ägg". Trots högre molekylvikt än för vatten är vätesulfid betydligt flyktigare, vilket beror på att vatten innehåller starka vätebindningar mellan molekylerna. Vätesulfid är lättlösligt i vatten och utgör då en syra i syrabas-systemet {\displaystyle {\ce {H_2 S}}}- {\displaystyle {\ce {HS^-}}}- {\displaystyle {\ce {S^2-}}}. Vätesulfid är ett reduktionsmedel och oxideras härvid normalt till svavel.
Svavelvätets akuta giftighet beror på lokala angrepp på vävnader, främst ögon och lungor, samt hämning av blodets förmåga att transportera syre.
Det hygieniska gränsvärde för svavelväte ligger på 10 ppm. Vid 10 – 50 ppm sker lätt ögonirritation och vid 50 – 100 ppm smärre ögon– och andningsbesvär efter en timmes exponering. Vid 100 – 200 ppm uppstår hosta och ögonbesvär. Yrsel fås inom 10 – 20 minuter och vid exponering under flera timmar kan död inträffa. Vid 500 – 1000 ppm uppkommer snabbt medvetslöshet, lungödem och död.
Rekommenderade gränsvärden är 5 ppm i 8 timmar (respektive 10 ppm i 15 min).
Symptom för påverkan av svavelväte är framför allt huvudvärk, illamående, ögonsveda, orkeslöshet. Vid längre tids påverkan anser forskare att problem med minnet kan uppstå. Ovanlig trötthet, muskelryckningar/ofrivilliga rörelser kan även uppstå efter en betydande tid, framför allt hos driftpersonal på reningsverk där svavelväte anses vara vanligt förekommande.
Svavelväte är också en brandfarlig gas som i blandning med luft är explosionsfarlig vid halter mellan 4 och 46 volymprocent.
Vid förbränning av svavelväte bildas bland annat svaveldioxid som också är mycket giftigt.
Bakterierna Proteus mirabilis och Salmonella som kan leva i människans magtarmkanal producerar svavelväte.
I klassisk kemisk analys användes svavelväte för att vid olika pH fälla ut olika grupper av metaller som svårlösliga sulfider ur vattenlösningar.